# Barbatuerta
Barbatorta o Barbatuerta (siglo XI - c. 1033) fue un noble aragonés de los siglos XI-XII, considerado uno de los miembros más destacados de la aristocracia militar durante los reinados de Pedro I y Alfonso I.

## Biografía
Era hijo de Fortuño Aznárez de Biescas, apodado Pepino. Este era tenente de varias fortalezas en el curso alto del río Gállego, en el área conocida como Sobrarbe, constando en cargos en la corte y posesiones en el valle durante el reinado de Sancho Ramírez. Los nobles sobrarbenses fueron claves en el avance del reino hacia Alquézar, y Pepino fue nombrado tenente de la localidad en la década de 1080. Fortuño Aznarez casó con una Sancha con la que tuvo a Barbatuerta, García, Blasco y Sancha, que fueron todos significativos en las redes nobiliares de la zona centro-oriental del reino. Barbatuerta parece haber heredado así un papel entre la nobleza originaria del valle de Broto, figurando por ejemplo en documentos junto a Ortí Ortiz como las cabezas visibles de la facción sobrarbense cuando hay posibles conflictos con otros grupos de diferentes orígenes geográficos.
Barbatuerta sucedió en 1095 a su padre como tenente de Alquézar. Era entonces una plaza importante por su interés militar y Barbatuerta parece haber sido un destacado comandante, participando por ejemplo en la batalla de Alcoraz del año siguiente. Tras la subsiguiente expansión del reino al Somontano durante el reinado de Pedro I, que amplió notoriamente las tierras de cultivo disponibles y creó una rica aristocracia militar en Aragón, fue recompensado con nuevas posesiones más al sur como Azara o Castillazuelo. Barbatuerta dejó en 1101 la tenencia de Alquézar, que ya no quedaba en primera línea, si bien mantuvo propiedades en la localidad.
Tras el fallecimiento de Pedro I y el ascenso al trono de su hermano Alfonso I, Barbatuerta sigue figurando en la documentación de la época como dueño de Azara y Castillazuelo. Podría igualmente corresponder con el Barbaza que aparece indicado a cargo de Marcuello y Luesia. Sigue constando como un significativo comandante militar, estando por ejemplo junto al rey en el asedio de Zaragoza en 1118.
Casó con una mujer llamada Sancha, con la que tuvo varios hijos. Donó sus posesiones en Alquézar a la iglesia de Santa María, mientras que sus descendientes iniciaron la línea de señores de Castillazuelo.